# Via Gallia Belgica
La Via Gallia Belgica (ou voie de la Gaule belgique) est l'une des voies secondaires du pèlerinage de Saint-Jacques-de-Compostelle. Elle part d'Hélécine en Belgique, où elle prend la suite de la via Brabantica ou de la via Monastica venant des Flandres, relayant d'autres chemins venant des Pays-Bas et d'Allemagne. Elle permet de cheminer jusqu'à Saint-Quentin, en France. 
Au-delà, le chemin prend le nom de Chemin Estelle et rejoint, via Compiègne, la via Turonensis, itinéraire le plus direct vers Saint-Jacques-de-Compostelle par Paris et Tours. 
Le pèlerin peut également se diriger vers Vézelay pour suivre ensuite la via Lemovicensis par Limoges.
Un itinéraire moderne de cette via Gallia Belgica est balisé, en Belgique, sous le nom de GR SJC, puis en France sous le nom de GR 655.

## La via Gallia Belgica moderne
Un itinéraire moderne de cette via Gallia Belgica utilise de nos jours des sentiers de grande randonnée, en Belgique (GR SJC) puis en France (GR 655). Des hébergements jacquaires existent à proximité de ce tracé.

### En Belgique

#### Province du Brabant wallon
- Hélécine, ancienne abbaye d'Opheylissem (arrivée de la via Brabantica et de la via Monastica)
- Jodoigne
- Perwez[2]
- Mont-Saint-Guibert
- Genappe
- Nivelles (arrivée de la via Brabantica, branche ouest par Bruxelles et Hal)

#### Province de Hainaut
| Par Le Rœulx, à l'ouest                                |  | Par Seneffe, à l'est |
| ------------------------------------------------------ |  | -------------------- |
| - Feluy - Écaussinnes - Le Rœulx - Strépy-Bracquegnies |  | - Seneffe            |

- Waudrez (Binche)
- Estinnes

| Par Bavay, à l'ouest |  | Par Maubeuge, à l'est |
| -------------------- |  | --------------------- |
| - Givry - Havay      |  | ...                   |

### En France
En 2012, le tracé du GR 655 n'est pas encore totalement reporté sur les cartes topographiques et n'est pas partout balisé sur le terrain. 

#### Département du Nord
| Par Bavay, à l'ouest |  | Par Maubeuge, à l'est |
| -------------------- |  | --- |
| - Bavay              |  | - Vieux-Reng - Bersillies - Mairieux - Maubeuge - Les Gravettes (hameau de la commune de Louvroil) - Le Bourdiau, Le Champ-de-Loup (hameaux de commune de Ferrière-la-Grande) - Beaufort - Éclaibes - La Chapelle des Berceaux (commune de Limont-Fontaine) - Bachant - Pont-à-Pont (hameau de Pont-sur-Sambre) |

- Aymeries (hameau de la commune d'Aulnoye-Aymeries)
- La Grande Carrière (hameau de la commune de Berlaimont)
- Locquignol
- Maroilles
- Landrecies
- Le Cateau-Cambrésis

#### Département de l'Aisne
- Saint-Martin-Rivière
- Molain
- Vaux-Andigny
- Bois de Busigny (lieu-dit de la commune de Busigny)
- Becquigny
- Bohain-en-Vermandois
- Fresnoy-le-Grand
- Bocquiaux (hameau de la commune de Étaves-et-Bocquiaux)
- Fonsommes (chef-lieu)
- Courcelles (hameau de la commune de Fonsommes)
- Le Buisson (ferme de la commune d'Essigny-le-Petit)
- Le Champ à Cailloux (lieu-dit de la commune de Remaucourt)
- Les Trous à Loups, Le Quesnoy (lieux-dits de la commune de Morcourt)
- Rouvroy
- Saint-Quentin

## Le Chemin Estelle
Au-delà de Saint-Quentin, la via Gallia Belgica se prolonge par le Chemin Estelle pour rejoindre la Via Turonensis à Paris, en passant par Noyon et Compiègne,.

### Département de l'Aisne
- Oëstres (hameau de la commune de Saint-Quentin)
- Dallon
- Fontaine-lès-Clercs
- Le Hamel (hameau de la commune de Seraucourt-le-Grand)
- Artemps
- Pont-de-Tugny (hameau de la commune de Tugny-et-Pont)
- Saint-Simon
- Alva (hameau de la commune de Dury)

À partir de cette étape, deux variantes permettent de rejoindre Noyon
| Vers l'ouest, par Ham |  | Vers le sud, par Brouchy |
| --------------------- |  | ------------------------ |
| - Pithon              |  | - Ollezy                 |

### Département de la Somme
| Par Ham                 |  | Par Brouchy.                                                       |
| ----------------------- |  | ------------------------------------------------------------------ |
| - Ham - Muille-Villette |  | - Eaucourt (hameau de la commune de Brouchy) - Brouchy (chef-lieu) |

### Département de l'Oise
| Depuis Ham                                  |  | Depuis Brouchy. |
| ------------------------------------------- |  | --- |
| - Golancourt - Guiscard - Direct par RD 932 |  | - Collezy (hameau de la commune de Berlancourt) - Berlancourt (chef-lieu) - Guiscard - Rimbercourt (hameau de la commune de Crisolles) - Crisolles (chef-lieu) |

À l'issue des deux variantes :
- Noyon
- Pont-l'Évêque
- Ourscamps (hameau de la commune de Chiry-Ourscamps)
- Pimprez
- Montmacq
- Choisy-au-Bac
- Compiègne
- Champlieu, sur la commune d'Orrouy
- Béthisy-Saint-Martin
- Néry
- Balagny-sur-Aunette
- Chamant
- Senlis
- Coye-la-Forêt

### Département du Val-d'Oise
- Bellefontaine
- Chatenay-en-France
- Fontenay-en-Parisis
- Le Mesnil-Aubry
- Ecouen
- Pontcelles (Piscop)
- Le Petit-Saint-Brice (Piscop)
- Piscop
- Saint-Brice-sous-Forêt
- Montmorency
- Groslay
- Montmagny

### Département de la Seine-Saint-Denis
- Villetaneuse
- Pierrefitte-sur-Seine
- Stains
- La Courneuve
- Saint-Denis

### Département de Paris
- Paris

## Sources
- www.grsentiers.org Sentier Saint-Jacques de Compostelle
- www.geoportail.fr Géoportail français - sélectionner l'affichage de la couche « Carte IGN » et de l'échelle « 1:16000 » ou « 1:8000 »
- www.arphp.info Historique du GR 655 dans l'Aisne
- www.verscompostelle.be Cartes des principaux chemins vers Saint-Jacques-de-Compostelle.
- (nl) santiagoroutes.nl Wandelroutes Nederland - Vlaanderen - Santiago de Compostela